# 耿章光
耿章光，號徂來，山東館陶縣人，明朝政治人物，同進士出身。

## 生平
天啓七年（1627年）丁卯科山東鄉試八十一名舉人，崇禎十年（1637年），登丁丑科進士。吏部观政，本年六月授山西曲沃知县，十二年调北直香河知县，十三年升安州知州，十四年調易州，十五年升兵部武库司员外，改职方司，十七年升武选司员外，本年加尚寶司卿，管兵部職方司郎中事。

## 家族
曾祖耿良，赠通議大夫右副都御史；祖耿维，赠官同前；父耿如杞，巡抚山西右副都御史。父親被冤后，其上疏鳴冤并平反。